# Lucien Agoumé
Lucien Jefferson Agoumé (Yaundé, Región del Centro, Camerún, 9 de febrero de 2002) es un futbolista francés. Juega de centrocampista y su equipo es el Sevilla F. C. de la Primera División de España.

## Trayectoria
Debutó profesionalmente a los 16 años el 19 de octubre de 2018 con el F. C. Sochaux en la victoria por 2-1 sobre el E. S. Troyes A. C. en la Ligue 2.
El 5 de julio de 2019 fichó por el Inter de Milán. Debutó el 15 de diciembre entrando en los últimos minutos del empate a uno ante la ACF Fiorentina en la 16.ª jornada de la Serie A.
El 24 de septiembre de 2020 fue cedido al Spezia Calcio. Un año después regresó al fútbol francés para jugar en el Stade Brestois 29 en una nueva cesión. Sucedió lo mismo en septiembre de 2022, siendo esta vez el E. S. Troyes A. C. su destino.
El 10 de enero de 2024, después de haber permanecido en Milán durante la primera parte de la temporada, fue cedido al Sevilla F. C. con una opción de compra. Jugó trece partidos y esta no se hizo efectiva, pero ambos clubes acordaron su traspaso en el mes de agosto y firmó hasta 2028.

## Selección nacional
Es internacional en categorías inferiores con Francia.
Fue convocado para jugar la Copa Mundial de Fútbol sub-17 de 2019 en Brasil. Anotó el primer gol de penalti en la victoria por 2-0 sobre Chile.

## Estadísticas

### Clubes
Actualizado al último partido disputado el 25 de mayo de 2025.
| Club                              | Div.          | Temporada     | Liga  | Liga  | Copas nacionales | Copas nacionales | Copas internacionales | Copas internacionales | Total | Total |
| Club                              | Div.          | Temporada     | Part. | Goles | Part.            | Goles            | Part.                 | Goles                 | Part. | Goles |
| --------------------------------- | ------------- | ------------- | ----- | ----- | ---------------- | ---------------- | --------------------- | --------------------- | ----- | ----- |
| F. C. Sochaux II Francia          | 5.ª           | 2018-19       | 7     | 0     | —                | —                | —                     | —                     | 7     | 0     |
| F. C. Sochaux II Francia          | Total club    | Total club    | 7     | 0     | 0                | 0                | 0                     | 0                     | 7     | 0     |
| F. C. Sochaux-Montbéliard Francia | 2.ª           | 2018-19       | 15    | 0     | 2                | 0                | ―                     | ―                     | 17    | 0     |
| F. C. Sochaux-Montbéliard Francia | Total club    | Total club    | 15    | 0     | 2                | 0                | 0                     | 0                     | 17    | 0     |
| Inter de Milán · Italia           | 1.ª           | 2019-20       | 3     | 0     | 0                | 0                | 0                     | 0                     | 3     | 0     |
| Spezia Calcio · Italia            | 1.ª           | 2020-21       | 12    | 0     | 1                | 0                | ―                     | ―                     | 13    | 0     |
| Spezia Calcio · Italia            | Total club    | Total club    | 12    | 0     | 1                | 0                | 0                     | 0                     | 13    | 0     |
| Stade Brestois 29 Francia         | 1.ª           | 2021-22       | 27    | 0     | 3                | 0                | ―                     | ―                     | 30    | 0     |
| Stade Brestois 29 Francia         | Total club    | Total club    | 27    | 0     | 3                | 0                | 0                     | 0                     | 30    | 0     |
| E. S. Troyes A. C. Francia        | 1.ª           | 2022-23       | 15    | 0     | 0                | 0                | ―                     | ―                     | 15    | 0     |
| E. S. Troyes A. C. Francia        | Total club    | Total club    | 15    | 0     | 0                | 0                | 0                     | 0                     | 15    | 0     |
| Inter de Milán · Italia           | 1.ª           | 2023-24       | 1     | 0     | 0                | 0                | 0                     | 0                     | 1     | 0     |
| Inter de Milán · Italia           | Total club    | Total club    | 4     | 0     | 0                | 0                | 0                     | 0                     | 4     | 0     |
| Sevilla F. C. · España            | 1.ª           | 2023-24       | 12    | 0     | 1                | 0                | ―                     | ―                     | 13    | 0     |
| Sevilla F. C. · España            | 1.ª           | 2024-25       | 35    | 1     | 2                | 0                | ―                     | ―                     | 37    | 1     |
| Sevilla F. C. · España            | Total club    | Total club    | 47    | 1     | 3                | 0                | 0                     | 0                     | 50    | 1     |
| Total carrera                     | Total carrera | Total carrera | 127   | 1     | 9                | 0                | 0                     | 0                     | 136   | 1     |
| 1.                                |               |               |       |       |                  |                  |                       |                       |       |       |